# Héctor Castro
Héctor Castro (29. listopad 1904, Montevideo – 15. září 1960, Montevideo) byl uruguayský fotbalista. Hrával na pozici útočníka.
S uruguayskou reprezentací vyhrál mistrovství světa ve fotbale 1930. Na tomto turnaji byl federací FIFA zařazen i do all-stars týmu. Získal též zlatou medaili na letních olympijských hrách roku 1928. Dvakrát vyhrál mistrovství Jižní Ameriky (1926, 1935). Celkem za národní tým odehrál 25 utkání, v nichž vstřelil 18 branek.
S Nacionalem Montevideo se stal čtyřikrát mistrem Uruguaye (1923, 1924, 1933, 1934).